# Major League Baseball 2014
La stagione 2014 della Major League Baseball si è aperta il 22 marzo a Sydney, Australia, con la partita tra Los Angeles Dodgers e Arizona Diamondbacks. A trionfare sono stati i San Francisco Giants, al loro ottavo titolo, il terzo negli ultimi cinque anni, battendo nelle World Series 2014 i Kansas City Royals.
L'All-Star Game si è tenuto il 15 luglio 2014 al Target Field di Minneapolis, stadio dei Minnesota Twins. La partita è stata vinta dalla American League per 5-3.
Al termine della stagione regolare, gli spettatori totali sono stati 73 739 622, circa l'1% in meno rispetto al 2013.

## Squadre partecipanti

### American League
East Division
- Baltimore Orioles
- Boston Red Sox
- New York Yankees
- Tampa Bay Rays
- Toronto Blue Jays

Central Division
- Chicago White Sox
- Cleveland Indians
- Detroit Tigers
- Kansas City Royals
- Minnesota Twins

West Division
- Houston Astros
- L.A. Angels
- Oakland Athletics
- Seattle Mariners
- Texas Rangers

### National League
East Division
- Washington Nationals
- Atlanta Braves
- New York Mets
- Miami Marlins
- Philadelphia Phillies

Central Division
- St. Louis Cardinals
- Pittsburgh Pirates
- Milwaukee Brewers
- Cincinnati Reds
- Chicago Cubs

West Division
- L.A. Dodgers
- San Francisco Giants
- San Diego Padres
- Colorado Rockies
- Arizona Diamondbacks

## Stagione regolare

### American League
East Division
| # | Squadra           | Vittorie | Sconfitte | Perc. | Diff. |
| - | ----------------- | -------- | --------- | ----- | ----- |
| 1 | Baltimore Orioles | 96       | 66        | .593  | -     |
| 2 | New York Yankees  | 84       | 78        | .519  | 12    |
| 3 | Toronto Blue Jays | 83       | 79        | .512  | 13    |
| 4 | Tampa Bay Rays    | 77       | 85        | .475  | 19    |
| 5 | Boston Red Sox    | 71       | 91        | .438  | 25    |

Central Division
| # | Squadra            | Vittorie | Sconfitte | Perc. | Diff. |
| - | ------------------ | -------- | --------- | ----- | ----- |
| 1 | Detroit Tigers     | 90       | 72        | .556  | -     |
| 2 | Kansas City Royals | 89       | 73        | .549  | 1     |
| 3 | Cleveland Indians  | 85       | 77        | .525  | 5     |
| 4 | Chicago White Sox  | 73       | 89        | .451  | 17    |
| 5 | Minnesota Twins    | 70       | 92        | .432  | 20    |

West Division
| # | Squadra            | Vittorie | Sconfitte | Perc. | Diff. |
| - | ------------------ | -------- | --------- | ----- | ----- |
| 1 | Los Angeles Angels | 98       | 63        | .609  | -     |
| 2 | Oakland Athletics  | 88       | 74        | .543  | 10    |
| 3 | Seattle Mariners   | 86       | 75        | .534  | 12    |
| 4 | Houston Astros     | 70       | 92        | .432  | 28    |
| 5 | Texas Rangers      | 67       | 95        | .414  | 31    |

|  | Vincitore Division |
|  | Wild Card          |

### National League
East Division
| # | Squadra               | Vittorie | Sconfitte | Perc. | Diff. |
| - | --------------------- | -------- | --------- | ----- | ----- |
| 1 | Washington Nationals  | 96       | 66        | .593  | -     |
| 2 | New York Mets         | 79       | 83        | .488  | 17    |
| 2 | Atlanta Braves        | 79       | 83        | .488  | 17    |
| 4 | Miami Marlins         | 77       | 85        | .475  | 19    |
| 5 | Philadelphia Phillies | 73       | 89        | .451  | 23    |

Central Division
| # | Squadra             | Vittorie | Sconfitte | Perc. | Diff. |
| - | ------------------- | -------- | --------- | ----- | ----- |
| 1 | St. Louis Cardinals | 90       | 72        | .556  | -     |
| 2 | Pittsburgh Pirates  | 88       | 74        | .543  | 2     |
| 3 | Milwaukee Brewers   | 82       | 80        | .506  | 5     |
| 4 | Cincinnati Reds     | 76       | 86        | .469  | 14    |
| 5 | Chicago Cubs        | 73       | 89        | .451  | 17    |

West Division
| # | Squadra              | Vittorie | Sconfitte | Perc. | Diff. |
| - | -------------------- | -------- | --------- | ----- | ----- |
| 1 | Los Angeles Dodgers  | 93       | 68        | .578  | -     |
| 2 | San Francisco Giants | 87       | 74        | .540  | 6     |
| 3 | San Diego Padres     | 77       | 84        | .478  | 16    |
| 4 | Colorado Rockies     | 66       | 95        | .410  | 27    |
| 5 | Arizona Diamondbacks | 64       | 98        | .395  | 29.5  |

|  | Vincitore Division |
|  | Wild Card          |

### All-Star Game
| Squadra      | 1 | 2 | 3 | 4 | 5 | 6 | 7 | 8 | 9 | R | H | E |
| ------------ | - | - | - | - | - | - | - | - | - | - | - | - |
| NL All-Stars | 0 | 2 | 0 | 1 | 0 | 0 | 0 | 0 | 0 | 3 | 8 | 1 |
| AL All-Stars | 3 | 0 | 0 | 0 | 2 | 0 | 0 | 0 | X | 5 | 7 | 0 |

Fonte

### Record Individuali

#### American League
Battitori
| Stat. | Giocatore   | Squadra            | Tot. |
| ----- | ----------- | ------------------ | ---- |
| AVG   | José Altuve | Houston Astros     | .340 |
| HR    | Nelson Cruz | Baltimore Orioles  | 40   |
| RBI   | Mike Trout  | Los Angeles Angels | 111  |
| R     | Mike Trout  | Los Angeles Angels | 115  |
| H     | José Altuve | Houston Astros     | 223  |
| SB    | José Altuve | Houston Astros     | 56   |

Lanciatori
| Stat. | Giocatore                              | Squadra                                             | Tot.  |
| ----- | -------------------------------------- | --------------------------------------------------- | ----- |
| W     | Jered Weaver Max Scherzer Corey Kluber | Los Angeles Angels Detroit Tigers Cleveland Indians | 18    |
| L     | Colby Lewis                            | Texas Rangers                                       | 14    |
| ERA   | Félix Hernández                        | Seattle Mariners                                    | 2.14  |
| K     | Corey Kluber                           | Cleveland Indians                                   | 269   |
| IP    | David Price                            | Detroit Tigers/Tampa Bay Rays                       | 241.0 |
| SV    | Fernando Rodney                        | Seattle Mariners                                    | 48    |

#### National League
Battitori
| Stat. | Giocatore              | Squadra                                    | Tot. |
| ----- | ---------------------- | ------------------------------------------ | ---- |
| AVG   | Justin Morneau         | Colorado Rockies                           | .319 |
| HR    | Giancarlo Santon       | Miami Marlins                              | 37   |
| RBI   | Adrian Gonzales        | Los Angeles Dodgers                        | 113  |
| R     | Anthony Rendon         | Washington Nationals                       | 111  |
| H     | Ben Revere Denard Span | Philadelphia Phillies Washington Nationals | 183  |
| SB    | Dee Gordon             | Los Angeles Dodgers                        | 64   |

Lanciatori
| Stat. | Giocatore         | Squadra               | Tot.  |
| ----- | ----------------- | --------------------- | ----- |
| W     | Clayton Kershaw   | Los Angeles Dodgers   | 21    |
| L     | A.J. Burnett      | Philadelphia Phillies | 18    |
| ERA   | Clayton Kershaw   | Los Angeles Dodgers   | 1.77  |
| K     | Stephen Strasburg | Washington Nationals  | 242   |
| IP    | Johnny Cueto      | Cincinnati Reds       | 235.2 |
| SV    | Craig Kimbrel     | Atlanta Braves        | 46    |

## Post season

### Tabellone
|  | Division Series | Division Series       | Division Series       |                      |                     | League Championship Series | League Championship Series | League Championship Series |  |  | World Series | World Series       | World Series |
|  |                 |                       |                       |                      |                     |                            |                            |                            |  |  |              |                    |              |
|  | 1               | Los Angeles Angels    | 0                     |                      |                     |                            |                            |                            |  |  |              |                    |              |
|  | 4               | Kansas City Royals    | 3                     |                      |                     |                            |                            |                            |  |  |              |                    |              |
|  | 4               | Kansas City Royals    | 3                     |                      | 4                   | Kansas City Royals         | 4                          |                            |  |  |              |                    |              |
|  | American League |                       |                       |                      | 4                   | Kansas City Royals         | 4                          |                            |  |  |              |                    |              |
|  |                 | 2                     | Baltimore Orioles     | 0                    |                     |                            |                            |                            |  |  |              |                    |              |
|  | 2               | 2                     | Baltimore Orioles     | 0                    | Baltimore Orioles   | 3                          |                            |                            |  |  |              |                    |              |
|  | 2               |                       |                       |                      | Baltimore Orioles   | 3                          |                            |                            |  |  |              |                    |              |
|  | 3               | Detroit Tigers        | 0                     |                      |                     |                            |                            |                            |  |  |              |                    |              |
|  |                 |                       |                       |                      |                     |                            |                            |                            |  |  | AL4          | Kansas City Royals | 3            |
|  |                 |                       | NL5                   | San Francisco Giants | 4                   |                            |                            |                            |  |  |              |                    |              |
|  | 1               | Washington Nationals  | 1                     |                      |                     |                            |                            |                            |  |  |              |                    |              |
|  | 5               | San Francisco Giants  | 3                     |                      |                     |                            |                            |                            |  |  |              |                    |              |
|  | 5               | San Francisco Giants  | 3                     |                      | 5                   | San Francisco Giants       | 4                          |                            |  |  |              |                    |              |
|  | National League |                       |                       |                      | 5                   | San Francisco Giants       | 4                          |                            |  |  |              |                    |              |
|  |                 | 3                     | Saint Louis Cardinals | 1                    |                     |                            |                            |                            |  |  |              |                    |              |
|  | 2               | 3                     | Saint Louis Cardinals | 1                    | Los Angeles Dodgers | 1                          |                            |                            |  |  |              |                    |              |
|  | 2               |                       |                       |                      | Los Angeles Dodgers | 1                          |                            |                            |  |  |              |                    |              |
|  | 3               | Saint Louis Cardinals | 3                     |                      |                     |                            |                            |                            |  |  |              |                    |              |

### Wild Card Game
American League
| Squadra            | 1 | 2 | 3 | 4 | 5 | 6 | 7 | 8 | 9 | 10 | 11 | 12 | R | H  | E |
| ------------------ | - | - | - | - | - | - | - | - | - | -- | -- | -- | - | -- | - |
| Oakland Athletics  | 2 | 0 | 0 | 0 | 0 | 5 | 0 | 0 | 0 | 0  | 0  | 1  | 8 | 13 | 0 |
| Kansas City Royals | 1 | 0 | 2 | 0 | 0 | 0 | 0 | 3 | 1 | 0  | 0  | 2  | 9 | 15 | 0 |

National League
| Squadra              | 1 | 2 | 3 | 4 | 5 | 6 | 7 | 8 | 9 | R | H  | E |
| -------------------- | - | - | - | - | - | - | - | - | - | - | -- | - |
| San Francisco Giants | 0 | 0 | 0 | 4 | 0 | 1 | 2 | 1 | 0 | 8 | 11 | 2 |
| Pittsburgh Pirates   | 0 | 0 | 0 | 0 | 0 | 0 | 0 | 0 | 0 | 0 | 4  | 0 |

### Division Series
American League
| Data                                            | Squadra di casa    | Squadra ospite     | Ris. |
| ----------------------------------------------- | ------------------ | ------------------ | ---- |
| 2 ottobre                                       | Los Angeles Angels | Kansas City Royals | 2-3  |
| 3 ottobre                                       | Los Angeles Angels | Kansas City Royals | 1-4  |
| 5 ottobre                                       | Kansas City Royals | Los Angeles Angels | 8-3  |
| Kansas City Royals (3) – Los Angeles Angels (0) |                    |                    |      |

| Data                                       | Squadra di casa   | Squadra ospite    | Ris. |
| ------------------------------------------ | ----------------- | ----------------- | ---- |
| 2 ottobre                                  | Baltimore Orioles | Detroit Tigers    | 12-3 |
| 3 ottobre                                  | Baltimore Orioles | Detroit Tigers    | 7-6  |
| 5 ottobre                                  | Detroit Tigers    | Baltimore Orioles | 6-7  |
| Baltimore Orioles (3) – Detroit Tigers (0) |                   |                   |      |

National League
| Data                                                | Squadra di casa      | Squadra ospite       | Ris. |
| --------------------------------------------------- | -------------------- | -------------------- | ---- |
| 3 ottobre                                           | Washington Nationals | San Francisco Giants | 2-3  |
| 4 ottobre                                           | Washington Nationals | San Francisco Giants | 1-2  |
| 6 ottobre                                           | San Francisco Giants | Washington Nationals | 1-4  |
| 7 ottobre                                           | San Francisco Giants | Washington Nationals | 3-2  |
| San Francisco Giants (3) – Washington Nationals (1) |                      |                      |      |

| Data                                                | Squadra di casa       | Squadra ospite        | Ris. |
| --------------------------------------------------- | --------------------- | --------------------- | ---- |
| 3 ottobre                                           | Los Angeles Dodgers   | Saint Louis Cardinals | 9-10 |
| 4 ottobre                                           | Los Angeles Dodgers   | Saint Louis Cardinals | 3-2  |
| 6 ottobre                                           | Saint Louis Cardinals | Los Angeles Dodgers   | 3-1  |
| 7 ottobre                                           | Saint Louis Cardinals | Los Angeles Dodgers   | 3-2  |
| Saint Louis Cardinals (3) – Los Angeles DOdgers (1) |                       |                       |      |

### League Championship Series
American League
| Data                                           | Squadra di casa    | Squadra ospite     | Ris. |
| ---------------------------------------------- | ------------------ | ------------------ | ---- |
| 10 ottobre 2014                                | Baltimore Orioles  | Kansas City Royals | 6-8  |
| 11 ottobre 2014                                | Baltimore Orioles  | Kansas City Royals | 4-6  |
| 14 ottobre 2014                                | Kansas City Royals | Baltimore Orioles  | 2-1  |
| 15 ottobre 2014                                | Kansas City Royals | Baltimore Orioles  | 2-1  |
| Kansas City Royals (4) – Baltimore Orioles (0) |                    |                    |      |

National League
| Data                                                 | Squadra di casa       | Squadra ospite        | Ris. |
| ---------------------------------------------------- | --------------------- | --------------------- | ---- |
| 11 ottobre 2014                                      | Saint Louis Cardinals | San Francisco Giants  | 0-3  |
| 12 ottobre 2014                                      | Saint Louis Cardinals | San Francisco Giants  | 5-4  |
| 14 ottobre 2014                                      | San Francisco Giants  | Saint Louis Cardinals | 5-4  |
| 15 ottobre 2014                                      | San Francisco Giants  | Saint Louis Cardinals | 6-4  |
| 16 ottobre 2014                                      | San Francisco Giants  | Saint Louis Cardinals | 6-3  |
| San Francisco Giants (4) – Saint Louis Cardinals (1) |                       |                       |      |

### World Series
| Data                                        | Squadra di casa      | Squadra ospite       | Risultato | Note   |
| ------------------------------------------- | -------------------- | -------------------- | --------- | ------ |
| 21 ottobre 2014                             | Kansas City Royals   | San Francisco Giants | 1-7       | [ 18 ] |
| 22 ottobre 2014                             | Kansas City Royals   | San Francisco Giants | 7-2       | [ 19 ] |
| 24 ottobre 2014                             | San Francisco Giants | Kansas City Royals   | 2-3       | [ 20 ] |
| 25 ottobre 2014                             | San Francisco Giants | Kansas City Royals   | 11-4      | [ 21 ] |
| 26 ottobre 2014                             | San Francisco Giants | Kansas City Royals   | 5-0       | [ 22 ] |
| 28 ottobre 2014                             | Kansas City Royals   | San Francisco Giants | 10-0      | [ 23 ] |
| 29 ottobre 2014                             | Kansas City Royals   | San Francisco Giants | 2-3       | [ 24 ] |
| I San Francisco Giants vincono la serie 4–3 |                      |                      |           |        |

## Premi
Miglior giocatore della Stagione
|    | Giocatore       | Squadra             |
| -- | --------------- | ------------------- |
| AL | Clayton Kershaw | Los Angeles Dodgers |
| NL | Mike Trout      | Los Angeles Angels  |

Rookie of the Year
|    | Giocatore    | Squadra           |
| -- | ------------ | ----------------- |
| AL | Jacob deGrom | New York Mets     |
| NL | José Abreu   | Chicago White Sox |

Cy Young Award
|    | Giocatore       | Squadra             |
| -- | --------------- | ------------------- |
| AL | Clayton Kershaw | Los Angeles Dodgers |
| NL | Corey Kluber    | Cleveland Indians   |

Miglior giocatore delle World Series
| Giocatore         | Squadra              |
| ----------------- | -------------------- |
| Madison Bumgarner | San Francisco Giants |